# La Liga 2012-2013
La Liga 2012-2013 este al 82-lea sezon din istoria primei ligi spaniole. Sezonul a început pe data de 18 august 2012 și s-a terminat pe 1 iunie 2013. La startul acestei ediții au luat parte cele 17 echipe rămase în La Liga 2011–12, plus cele 3 echipe promovate din Segunda División: Deportivo La Coruña, RC Celta de Vigo și Real Valladolid.

## Stadioane
| Echipa              | Locația stadionului                        | Stadion                | Capacitate |
| ------------------- | ------------------------------------------ | ---------------------- | ---------- |
| Athletic Bilbao     | Bilbao                                     | San Mamés              | 39.750     |
| Atlético Madrid     | Madrid                                     | Vicente Calderón       | 54.851     |
| Barcelona           | Barcelona                                  | Camp Nou               | 99.354     |
| Betis               | Sevilla                                    | Benito Villamarín      | 52.745     |
| Celta Vigo          | Vigo                                       | Balaídos               | 31.800     |
| Deportivo La Coruña | A Coruña                                   | Riazor                 | 34.600     |
| Espanyol            | Cornellà de Llobregat/El Prat de Llobregat | Cornellà-El Prat       | 40.500     |
| Getafe              | Getafe                                     | Coliseum Alfonso Pérez | 17.700     |
| Granada             | Granada                                    | Nuevo Los Cármenes     | 22.524     |
| Levante             | Valencia                                   | Ciutat de València     | 25.534     |
| Málaga              | Málaga                                     | La Rosaleda            | 28.963     |
| Mallorca            | Palma de Mallorca                          | Stadionul Iberostar    | 23.142     |
| Osasuna             | Pamplona                                   | El Sadar               | 19.553     |
| Rayo Vallecano      | Madrid                                     | Campo de Vallecas      | 15.489     |
| Real Madrid         | Madrid                                     | Santiago Bernabéu      | 85.454     |
| Real Sociedad       | San Sebastián                              | Anoeta                 | 32.076     |
| Sevilla             | Sevilla                                    | Ramón Sánchez Pizjuán  | 45.500     |
| Valencia            | Valencia                                   | Mestalla               | 55.000     |
| Valladolid          | Valladolid                                 | Nuevo José Zorrilla    | 26.512     |
| Zaragoza            | Zaragoza                                   | La Romareda            | 34.596     |

## Conducerea administrativă și conducerea tehnică
| Echipă              | Președinte             | Antrenor                                                                        |
| ------------------- | ---------------------- | ------------------------------------------------------------------------------- |
| Athletic Bilbao     | Josu Urrutia           | Marcelo Bielsa                                                                  |
| Atlético Madrid     | Enrique Cerezo         | Diego Simeone                                                                   |
| FC Barcelona        | Sandro Rosell          | Tito Vilanova                                                                   |
| Real Betis          | Miguel Guillén         | Pepe Mel                                                                        |
| RC Celta de Vigo    | Carlos Mouriño         | Paco Herrera                                                                    |
| Deportivo La Coruña | Augusto César Lendoiro | José Luis Oltra (Et. 1 - 30.12.2012) Domingos Paciência (31.12.2012 - Et. 38)   |
| RCD Espanyol        | Ramon Condal           | Mauricio Pochettino (Et. 1 - 26.11.2012) Javier Aguirre (28.11.2012 - Et. 38)   |
| Getafe CF           | Ángel Torres           | Luis García Plaza                                                               |
| Granada CF          | Quique Pina            | Juan Antonio Anquela                                                            |
| Levante UD          | Quico Catalán          | Juan Ignacio Martínez                                                           |
| Málaga CF           | Abdullah Al Thani      | Manuel Pellegrini                                                               |
| RCD Mallorca        | Jaume Cladera          | Joaquín Caparrós                                                                |
| CA Osasuna          | Miguel Archanco        | José Luis Mendilibar                                                            |
| Rayo Vallecano      | Raúl Martín Presa      | Paco Jémez                                                                      |
| Real Madrid CF      | Florentino Pérez       | José Mourinho                                                                   |
| Real Sociedad       | Jokin Aperribay        | Philippe Montanier                                                              |
| Sevilla FC          | José María del Nido    | Míchel González (Et. 1 - 14.01.2013) Unai Emery (14.01.2013 - Et. 38)           |
| Valencia CF         | Manuel Llorente        | Mauricio Pellegrino (Et. 1 - 01.12.2012) Ernesto Valverde (03.12.2012 - Et. 38) |
| Real Valladolid     | Carlos Suárez          | Miroslav Đukić                                                                  |
| Real Zaragoza       | Fernando Molinos       | Manolo Jiménez                                                                  |

## Clasament
| Poz | Echipa           | MJ | V  | E  | Î  | GM  | GP | G   | Pct | Promovare sau retrogradare                                   |
| --- | ---------------- | -- | -- | -- | -- | --- | -- | --- | --- | ------------------------------------------------------------ |
| 1   | FC Barcelona (C) | 38 | 32 | 4  | 2  | 115 | 40 | +75 | 100 | Faza grupelor Ligii Campionilor 2013-2014                    |
| 2   | Real Madrid      | 38 | 26 | 7  | 5  | 103 | 42 | +61 | 85  | Faza grupelor Ligii Campionilor 2013-2014                    |
| 3   | Atletico Madrid  | 38 | 23 | 7  | 8  | 65  | 31 | +34 | 76  | Faza grupelor Ligii Campionilor 2013-2014                    |
| 4   | Real Sociedad    | 38 | 18 | 12 | 8  | 70  | 49 | +21 | 66  | Play-off-ul Ligii Campionilor 2013-2014                      |
| 5   | Valencia         | 38 | 19 | 8  | 11 | 67  | 54 | +13 | 65  | Faza grupelor UEFA Europa League 2013-2014 1                 |
| 6   | Málaga           | 38 | 16 | 9  | 13 | 53  | 50 | +3  | 57  | Exclusă din competițiile europene 2                          |
| 7   | Betis Sevilla    | 38 | 16 | 8  | 14 | 57  | 56 | +1  | 56  | Play-off-ul UEFA Europa League 2013-2014 1                   |
| 8   | Rayo Vallecano   | 38 | 16 | 5  | 17 | 50  | 66 | −16 | 53  | Exclusă din competițiile europene 3                          |
| 9   | Sevilla          | 38 | 14 | 8  | 16 | 58  | 54 | +4  | 50  | Turul trei preliminar al UEFA Europa League 2013-2014 1      |
| 10  | Getafe           | 38 | 13 | 8  | 17 | 43  | 57 | −14 | 47  |                                                              |
| 11  | Levante UD       | 38 | 12 | 10 | 16 | 40  | 57 | −17 | 46  |                                                              |
| 12  | Athletic Bilbao  | 38 | 12 | 9  | 17 | 44  | 65 | −21 | 45  |                                                              |
| 13  | Espanyol         | 38 | 11 | 11 | 16 | 43  | 52 | −9  | 44  |                                                              |
| 14  | Valladolid       | 38 | 11 | 10 | 17 | 49  | 58 | −9  | 43  |                                                              |
| 15  | Granada CF       | 38 | 11 | 9  | 18 | 37  | 54 | −17 | 42  |                                                              |
| 16  | Osasuna          | 38 | 10 | 9  | 19 | 33  | 50 | −17 | 39  |                                                              |
| 17  | Celta de Vigo    | 38 | 10 | 7  | 21 | 37  | 52 | −15 | 37  |                                                              |
| 18  | Mallorca (R)     | 38 | 9  | 9  | 20 | 43  | 72 | −29 | 36  | Retrogradare în Format:Fb competiție 213–14 Segunda División |
| 19  | Deportivo (R)    | 38 | 8  | 11 | 19 | 47  | 70 | −23 | 35  | Retrogradare în Format:Fb competiție 213–14 Segunda División |
| 20  | Zaragoza (R)     | 38 | 9  | 7  | 22 | 37  | 62 | −25 | 34  | Retrogradare în Format:Fb competiție 213–14 Segunda División |

Sursa: La Liga
Reguli de clasare: 
1st points; 2nd head-to-head points; 3rd head-to-head goal difference; 4th goal difference; 5th number of goals scored; 7th Fair-play points.
1 Since the 2012–13 Copa del Rey champions, Atlético Madrid and runners-up Real Madrid qualified to 2013–14 UEFA Champions League, the 5th-placed team will qualify for the 2013–14 UEFA Europa League group stage. So, the 6th- will qualify for the play-off round and the 7th- for the third qualifying round.
2 Málaga was excluded from participating in any UEFA club competition in 2013–14 season. Málaga appealed against this UEFA ban, but the Court of Arbitration for Sport confirmed the decision of the UEFA Club Financial Control Body. 
3 Rayo Vallecano was excluded from participating in any UEFA club competition for the next season after RFEF denied them a "UEFA license" because they didn't meet the requirements as they were immersed in a creditor contest. They appealed to CAS in June 2013 and on 11 July that decision was confirmed.
POZ = Poziția în clasament; (C) = Campioană; (R) = Retrogradată; (P) = Promovată; (E) = Eliminată; (O) = Câștigătoare de play-off; (A) = Avansează în runda următoare. 
Aplicabil doar când sezonul nu este terminat: 
(Q) = Calificare în faza competiției indicată; (TQ) = Calificare în competiție, dar încă nu în faza indicată; (RQ) = Calificată în competiția de retrogradare indicată; (DQ) = Descalificată din competiție.

### Poziții după etapă
Acest tabal prezintă clasările echipelor după fiecare etapă.
| Club \ Etapa    | ‎‎1  | 2  | 3  | 4  | 5  | 6  | 7  | 8  | 9  | 10 | 11 | 12 | 13 | 14 | 15 | 16 | 17 | 18 | 19 | 20 | 21 | 22 | 23 | 24 | 25 | 26 | 27 | 28 | 29 | 30 | 31 | 32 | 33 | 34 | 35 | 36 | 37 | 38 |
| --------------- | -- | -- | -- | -- | -- | -- | -- | -- | -- | -- | -- | -- | -- | -- | -- | -- | -- | -- | -- | -- | -- | -- | -- | -- | -- | -- | -- | -- | -- | -- | -- | -- | -- | -- | -- | -- | -- | -- |
| FC Barcelona    | 1  | 1  | 1  | 1  | 1  | 1  | 1  | 1  | 1  | 1  | 1  | 1  | 1  | 1  | 1  | 1  | 1  | 1  | 1  | 1  | 1  | 1  | 1  | 1  | 1  | 1  | 1  | 1  | 1  | 1  | 1  | 1  | 1  | 1  | 1  | 1  | 1  | 1  |
| Real Madrid     | 9  | 14 | 9  | 12 | 7  | 6  | 5  | 4  | 4  | 3  | 3  | 3  | 3  | 3  | 3  | 3  | 3  | 3  | 3  | 3  | 3  | 3  | 3  | 3  | 3  | 3  | 2  | 2  | 2  | 2  | 2  | 2  | 2  | 2  | 2  | 2  | 2  | 2  |
| Atletico Madrid | 9  | 4  | 2  | 2  | 2  | 2  | 2  | 2  | 2  | 2  | 2  | 2  | 2  | 2  | 2  | 2  | 2  | 2  | 2  | 2  | 2  | 2  | 2  | 2  | 2  | 2  | 3  | 3  | 3  | 3  | 3  | 3  | 3  | 3  | 3  | 3  | 3  | 3  |
| Real Sociedad   | 20 | 12 | 16 | 10 | 14 | 8  | 13 | 15 | 14 | 17 | 13 | 9  | 12 | 9  | 9  | 9  | 7  | 9  | 9  | 9  | 9  | 8  | 7  | 6  | 6  | 6  | 5  | 4  | 4  | 4  | 4  | 4  | 4  | 4  | 4  | 4  | 5  | 4  |
| Valencia        | 12 | 13 | 17 | 11 | 15 | 10 | 14 | 9  | 11 | 9  | 9  | 8  | 11 | 12 | 10 | 11 | 9  | 8  | 7  | 7  | 7  | 6  | 5  | 5  | 5  | 5  | 7  | 5  | 6  | 5  | 6  | 5  | 6  | 5  | 5  | 5  | 4  | 5  |
| Málaga          | 6  | 8  | 4  | 3  | 4  | 3  | 3  | 3  | 3  | 5  | 5  | 5  | 4  | 5  | 4  | 4  | 4  | 4  | 5  | 5  | 4  | 4  | 4  | 4  | 4  | 4  | 4  | 6  | 5  | 6  | 5  | 6  | 5  | 6  | 6  | 6  | 6  | 6  |
| Betis Sevilla   | 2  | 9  | 13 | 8  | 6  | 9  | 4  | 6  | 5  | 4  | 4  | 6  | 5  | 4  | 5  | 5  | 5  | 5  | 4  | 4  | 5  | 5  | 8  | 8  | 7  | 7  | 6  | 7  | 7  | 7  | 7  | 7  | 7  | 7  | 7  | 7  | 7  | 7  |
| Rayo Vallecano  | 7  | 3  | 5  | 6  | 8  | 13 | 10 | 12 | 15 | 11 | 7  | 11 | 8  | 10 | 13 | 10 | 8  | 7  | 6  | 6  | 6  | 7  | 6  | 7  | 8  | 9  | 8  | 9  | 9  | 9  | 9  | 8  | 8  | 10 | 10 | 8  | 8  | 8  |
| Sevilla         | 5  | 7  | 8  | 5  | 5  | 4  | 7  | 5  | 7  | 7  | 10 | 7  | 10 | 11 | 11 | 13 | 14 | 12 | 12 | 12 | 11 | 11 | 11 | 10 | 12 | 10 | 12 | 10 | 11 | 10 | 10 | 11 | 10 | 9  | 8  | 9  | 9  | 9  |
| Getafe          | 14 | 10 | 10 | 13 | 17 | 11 | 9  | 11 | 8  | 10 | 14 | 10 | 7  | 6  | 7  | 7  | 10 | 10 | 11 | 11 | 12 | 12 | 12 | 11 | 9  | 8  | 9  | 8  | 8  | 8  | 8  | 9  | 9  | 8  | 9  | 10 | 10 | 10 |
| Levante UD      | 11 | 16 | 11 | 14 | 9  | 12 | 11 | 7  | 6  | 6  | 6  | 4  | 6  | 8  | 6  | 6  | 6  | 6  | 8  | 8  | 8  | 9  | 9  | 9  | 10 | 11 | 10 | 11 | 10 | 11 | 12 | 12 | 13 | 12 | 13 | 14 | 11 | 11 |
| Athletic Bilbao | 18 | 20 | 15 | 15 | 16 | 18 | 16 | 17 | 16 | 14 | 12 | 14 | 14 | 15 | 14 | 12 | 13 | 14 | 14 | 14 | 13 | 13 | 15 | 15 | 16 | 14 | 14 | 14 | 13 | 13 | 14 | 14 | 14 | 14 | 14 | 12 | 13 | 12 |
| Espanyol        | 13 | 17 | 19 | 19 | 19 | 20 | 20 | 19 | 19 | 18 | 19 | 20 | 20 | 20 | 19 | 19 | 18 | 18 | 16 | 15 | 15 | 14 | 13 | 12 | 13 | 13 | 13 | 13 | 12 | 12 | 11 | 10 | 11 | 11 | 11 | 11 | 12 | 13 |
| Valladolid      | 8  | 2  | 6  | 9  | 13 | 7  | 8  | 10 | 10 | 8  | 8  | 12 | 9  | 7  | 8  | 8  | 11 | 11 | 10 | 10 | 10 | 10 | 10 | 13 | 11 | 12 | 11 | 12 | 14 | 14 | 13 | 13 | 12 | 13 | 12 | 13 | 14 | 14 |
| Granada CF      | 15 | 15 | 18 | 18 | 18 | 17 | 15 | 16 | 17 | 19 | 16 | 17 | 18 | 18 | 18 | 17 | 15 | 17 | 17 | 16 | 17 | 16 | 14 | 14 | 15 | 16 | 16 | 16 | 16 | 16 | 17 | 17 | 16 | 15 | 16 | 15 | 15 | 15 |
| Osasuna         | 19 | 19 | 20 | 20 | 20 | 19 | 19 | 20 | 20 | 20 | 20 | 19 | 19 | 16 | 16 | 16 | 19 | 20 | 20 | 18 | 18 | 17 | 17 | 16 | 14 | 15 | 15 | 15 | 15 | 15 | 15 | 15 | 15 | 17 | 15 | 16 | 16 | 16 |
| Celta de Vigo   | 16 | 18 | 12 | 16 | 11 | 14 | 12 | 13 | 13 | 15 | 17 | 16 | 15 | 14 | 15 | 15 | 17 | 15 | 15 | 17 | 16 | 18 | 18 | 18 | 18 | 18 | 19 | 19 | 18 | 19 | 20 | 19 | 18 | 19 | 19 | 20 | 18 | 17 |
| Mallorca        | 4  | 6  | 3  | 4  | 3  | 5  | 6  | 8  | 12 | 13 | 15 | 15 | 16 | 17 | 17 | 18 | 16 | 16 | 18 | 19 | 19 | 19 | 19 | 19 | 19 | 19 | 18 | 18 | 19 | 20 | 19 | 18 | 20 | 20 | 20 | 19 | 20 | 20 |
| Deportivo       | 3  | 5  | 7  | 7  | 10 | 16 | 18 | 18 | 18 | 16 | 18 | 18 | 17 | 19 | 20 | 20 | 20 | 19 | 19 | 20 | 20 | 20 | 20 | 20 | 20 | 20 | 20 | 20 | 20 | 18 | 16 | 16 | 17 | 18 | 18 | 17 | 17 | 18 |
| Zaragoza        | 16 | 11 | 14 | 17 | 12 | 15 | 17 | 14 | 9  | 12 | 11 | 13 | 13 | 13 | 12 | 14 | 12 | 13 | 13 | 13 | 14 | 15 | 16 | 17 | 17 | 17 | 17 | 17 | 17 | 17 | 18 | 20 | 19 | 16 | 17 | 18 | 19 | 19 |

Sursa: kicker.de, AllTimeSoccer.com

## Rezultate
| Acasă ╲ Deplasare | ATH | ATM | BAR | BET | CEL | DEP | ESP | GET | GRA | LEV | MLG | MAL | OSA | RVA | RMA | RSO | SEV | VAL | VLD | ZAR |
| Athletic Bilbao   |     | 3–0 | 2–2 | 3–5 | 1–0 | 1–1 | 0–4 | 1–2 | 1–0 | 0–1 | 0–0 | 2–1 | 1–0 | 1–2 | 0–3 | 1–3 | 2–1 | 1–0 | 2–0 | 0–2 |
| Atletico Madrid   | 4–0 |     | 1–2 | 1–0 | 1–0 | 6–0 | 1–0 | 2–0 | 5–0 | 2–0 | 2–1 | 0–0 | 3–1 | 4–3 | 1–2 | 0–1 | 4–0 | 1–1 | 2–1 | 2–0 |
| FC Barcelona      | 5–1 | 4–1 |     | 4–2 | 3–1 | 2–0 | 4–0 | 6–1 | 2–0 | 1–0 | 4–1 | 5–0 | 5–1 | 3–1 | 2–2 | 5–1 | 2–1 | 1–0 | 2–1 | 3–1 |
| Betis Sevilla     | 1–1 | 2–4 | 1–2 |     | 1–0 | 1–1 | 1–0 | 0–0 | 1–2 | 2–0 | 3–0 | 1–2 | 2–1 | 1–2 | 1–0 | 2–0 | 3–3 | 1–0 | 0–0 | 4–0 |
| Celta de Vigo     | 1–1 | 1–3 | 2–2 | 0–1 |     | 1–1 | 1–0 | 2–1 | 2–1 | 1–1 | 0–1 | 1–1 | 2–0 | 0–2 | 1–2 | 1–1 | 2–0 | 0–1 | 3–1 | 2–1 |
| Deportivo         | 1–1 | 0–0 | 4–5 | 2–3 | 3–1 |     | 2–0 | 1–1 | 0–3 | 0–2 | 1–0 | 1–0 | 2–0 | 0–0 | 1–2 | 0–1 | 0–2 | 2–3 | 0–0 | 3–2 |
| Espanyol          | 3–3 | 0–1 | 0–2 | 1–0 | 1–0 | 2–0 |     | 0–2 | 0–1 | 3–2 | 0–0 | 3–2 | 0–3 | 3–2 | 1–1 | 2–2 | 2–2 | 3–3 | 0–0 | 1–2 |
| Getafe            | 1–0 | 0–0 | 1–4 | 2–4 | 3–1 | 3–1 | 0–2 |     | 2–2 | 0–1 | 1–0 | 1–0 | 1–1 | 1–2 | 2–1 | 2–1 | 1–1 | 0–1 | 2–1 | 2–0 |
| Granada CF        | 1–2 | 0–1 | 1–2 | 1–5 | 2–1 | 1–1 | 0–0 | 2–0 |     | 1–1 | 1–0 | 1–2 | 3–0 | 2–0 | 1–0 | 0–0 | 1–1 | 1–2 | 1–1 | 1–2 |
| Levante UD        | 3–1 | 1–1 | 0–4 | 1–1 | 0–1 | 0–4 | 3–2 | 0–0 | 3–1 |     | 1–2 | 4–0 | 0–2 | 2–3 | 1–2 | 2–1 | 1–0 | 1–0 | 2–1 | 0–0 |
| Málaga            | 1–0 | 0–0 | 1–3 | 4–0 | 1–1 | 3–1 | 0–2 | 2–1 | 4–0 | 3–1 |     | 1–1 | 1–0 | 1–2 | 3–2 | 1–2 | 0–0 | 4–0 | 2–1 | 1–1 |
| Mallorca          | 0–1 | 1–1 | 2–4 | 1–0 | 1–0 | 2–3 | 2–1 | 1–3 | 1–2 | 1–1 | 2–3 |     | 1–1 | 1–1 | 0–5 | 1–0 | 2–1 | 2–0 | 4–2 | 1–1 |
| Osasuna           | 0–1 | 0–2 | 1–2 | 0–0 | 1–0 | 2–1 | 0–2 | 1–0 | 1–2 | 4–0 | 0–0 | 1–1 |     | 1–0 | 0–0 | 0–0 | 2–1 | 0–1 | 0–1 | 1–0 |
| Rayo Vallecano    | 2–2 | 2–1 | 0–5 | 3–0 | 3–2 | 2–1 | 2–0 | 3–1 | 1–0 | 3–0 | 1–3 | 2–0 | 2–2 |     | 0–2 | 0–2 | 0–0 | 0–4 | 1–2 | 0–2 |
| Real Madrid       | 5–1 | 2–0 | 2–1 | 3–1 | 2–0 | 5–1 | 2–2 | 4–0 | 3–0 | 5–1 | 6–2 | 5–2 | 4–2 | 2–0 |     | 4–3 | 4–1 | 1–1 | 4–3 | 4–0 |
| Real Sociedad     | 2–0 | 0–1 | 3–2 | 3–3 | 2–1 | 1–1 | 0–1 | 1–1 | 2–2 | 1–1 | 4–2 | 3–0 | 0–0 | 4–0 | 3–3 |     | 2–1 | 4–2 | 4–1 | 2–0 |
| Sevilla           | 2–1 | 0–1 | 2–3 | 5–1 | 4–1 | 3–1 | 3–0 | 2–1 | 3–0 | 0–0 | 0–2 | 3–2 | 1–0 | 2–1 | 1–0 | 1–2 |     | 4–3 | 1–2 | 4–0 |
| Valencia          | 3–2 | 2–0 | 1–1 | 3–0 | 2–1 | 3–3 | 2–1 | 4–2 | 1–0 | 2–2 | 5–1 | 2–0 | 4–0 | 0–1 | 0–5 | 2–5 | 2–0 |     | 2–1 | 2–0 |
| Valladolid        | 2–2 | 0–3 | 1–3 | 0–1 | 0–2 | 1–0 | 1–1 | 2–1 | 1–0 | 2–0 | 1–1 | 3–1 | 1–3 | 6–1 | 2–3 | 2–2 | 1–1 | 1–1 |     | 2–0 |
| Zaragoza          | 1–2 | 1–3 | 0–3 | 1–2 | 0–1 | 5–3 | 0–0 | 0–1 | 0–0 | 0–1 | 0–1 | 3–2 | 3–1 | 3–0 | 1–1 | 1–2 | 2–1 | 2–2 | 0–1 |     |

Sursa: LFP
1Echipa gazdă este listată în coloana din stânga.
Culori: Albastru = gazda e câștigătoare; Galben = egal; Roșu = oaspeții sunt câștigători.

## Premii și statistici
| Poz. | Jucător           | Club            | Goluri |
| ---- | ----------------- | --------------- | ------ |
| 1    | Lionel Messi      | Barcelona       | 46     |
| 2    | Cristiano Ronaldo | Real Madrid     | 34     |
| 3    | Radamel Falcao    | Atlético Madrid | 28     |
| 4    | Álvaro Negredo    | Sevilla         | 25     |
| 5    | Roberto Soldado   | Valencia        | 24     |
| 6    | Rubén Castro      | Betis           | 18     |
| 6    | Piti              | Rayo Vallecano  | 18     |
| 8    | Gonzalo Higuaín   | Real Madrid     | 16     |
| 9    | Aritz Aduriz      | Athletic Bilbao | 14     |
| 9    | Hélder Postiga    | Zaragoza        | 14     |
| 9    | Carlos Vela       | Real Sociedad   | 14     |

| Poz. | Jucător           | Club            | Pase de gol |
| ---- | ----------------- | --------------- | ----------- |
| 1    | Andrés Iniesta    | Barcelona       | 16          |
| 2    | Mesut Özil        | Real Madrid     | 13          |
| 3    | Lionel Messi      | Barcelona       | 12          |
| 4    | Karim Benzema     | Real Madrid     | 11          |
| 4    | Cesc Fàbregas     | Barcelona       | 11          |
| 6    | Cristiano Ronaldo | Real Madrid     | 10          |
| 6    | Koke              | Atlético Madrid | 10          |
| 6    | Ivan Rakitić      | Sevilla         | 10          |

### Trofeul Zamora
Trofeul Zamora este decernat de către revista Marca portarului cu cel mai mic raport de goluri-per-meci. Jucătorul trebuie să fi jucat cel puțin 28 de meciuri de 60 sau mai multe minute pentru a fi eligibil să primească trofeul.
| Poz. | Jucător          | Club            | Goluri primite | Meciuri | Media |
| ---- | ---------------- | --------------- | -------------- | ------- | ----- |
| 1    | Thibaut Courtois | Atlético Madrid | 29             | 37      | 0.78  |
| 2    | Víctor Valdés    | Barcelona       | 33             | 31      | 1.06  |
| 3    | Willy Caballero  | Málaga          | 42             | 34      | 1.24  |
| 3    | Andrés Fernández | Osasuna         | 46             | 37      | 1.24  |
| 5    | Claudio Bravo    | Real Sociedad   | 40             | 31      | 1.29  |

Source: Marca

### Premiul Fair Play
| Poz. | Echipa              | Meciuri | Yellow card | Double Yellow Card/Ejection · Double Yellow Card/Ejection | Direct Red Card | Games of Suspension (Player, only when +3) | Games of Suspension (Club's Personnel) | Audience Behaviour |   | Total Puncte |
| ---- | ------------------- | ------- | ----------- | --------------------------------------------------------- | --------------- | ------------------------------------------ | -------------------------------------- | ------------------ | - | ------------ |
| 1    | Barcelona           | 38      | 56          | 2                                                         | 0               | 426                                        | 2                                      | –                  | – | 74           |
| 2    | Valladolid          | 38      | 77          | 3                                                         | 0               | –                                          | 15                                     | –                  | – | 88           |
| 3    | Real Sociedad       | 38      | 93          | 2                                                         | 0               | –                                          | 18                                     | –                  | – | 102          |
| 4    | Real Madrid         | 38      | 90          | 4                                                         | 1               | 42                                         | –                                      | –                  | – | 105          |
| 5    | Atlético Madrid     | 38      | 98          | 4                                                         | 0               | –                                          | –                                      | –                  | – | 106          |
| 6    | Málaga              | 38      | 92          | 2                                                         | 2               | –                                          | 19                                     | –                  | – | 107          |
| 7    | Granada             | 38      | 104         | 4                                                         | 1               | –                                          | –                                      | –                  | – | 115          |
| 8    | Mallorca            | 38      | 91          | 5                                                         | 3               | –                                          | 27, 35                                 | –                  | – | 120          |
| 9    | Deportivo La Coruña | 38      | 93          | 6                                                         | 2               | –                                          | 24, 30                                 | –                  | – | 121          |
| 10   | Celta de Vigo       | 38      | 94          | 3                                                         | 0               | 428                                        | 25, 21                                 | 2 Mild3, 9         | – | 124          |
| 11   | Levante             | 38      | 108         | 5                                                         | 2               | –                                          | 27, 27                                 | –                  | – | 134          |
| 12   | Athletic Bilbao     | 38      | 114         | 6                                                         | 3               | –                                          | –                                      | –                  | – | 135          |
| 13   | Sevilla             | 38      | 98          | 6                                                         | 6               | –                                          | 16                                     | 1 Mild6            | – | 138          |
| 14   | Betis               | 38      | 112         | 4                                                         | 3               | –                                          | 17                                     | 2 Mild3, 17        | – | 144          |
| 15   | Getafe              | 38      | 109         | 3                                                         | 5               | 431                                        | 36, 15, 19                             | –                  | – | 149          |
| 16   | Osasuna             | 38      | 109         | 3                                                         | 5               | 42                                         | 316, 21, 37                            | 1 Mild10           | – | 154          |
| 16   | Valencia            | 38      | 124         | 4                                                         | 4               | –                                          | 210                                    | –                  | – | 154          |
| 18   | Rayo Vallecano      | 38      | 131         | 2                                                         | 2               | –                                          | 29, 23                                 | 1 Mild11           | – | 156          |
| 19   | Zaragoza            | 38      | 124         | 6                                                         | 4               | –                                          | 38, 9, 25                              | –                  | – | 163          |
| 20   | Espanyol            | 38      | 139         | 8                                                         | 4               | 412                                        | 34, 20                                 | –                  | – | 186          |

### Hat-trick-uri
| Jucător           | Pentru          | Împotriva           | Rezultat | Data               |
| ----------------- | --------------- | ------------------- | -------- | ------------------ |
| Radamel Falcao    | Atlético Madrid | Athletic Bilbao     | 4–0      | 27 august 2012     |
| Cristiano Ronaldo | Real Madrid     | Deportivo La Coruña | 5–1      | 30 septembrie 2012 |
| Lionel Messi      | Barcelona       | Deportivo La Coruña | 5–4      | 20 octombrie 2012  |
| Radamel Falcao5   | Atlético Madrid | Deportivo La Coruña | 6–0      | 09 decembrie 2012  |
| Xabi Prieto       | Real Sociedad   | Real Madrid         | 3–4      | 6 ianuarie 2013    |
| Cristiano Ronaldo | Real Madrid     | Getafe              | 4–0      | 27 ianuarie 2013   |
| Lionel Messi4     | Barcelona       | Osasuna             | 5–1      | 27 ianuarie 2013   |
| Cristiano Ronaldo | Real Madrid     | Sevilla             | 4–1      | 9 februarie 2013   |
| Álvaro Negredo    | Sevilla         | Celta de Vigo       | 4–1      | 4 martie 2013      |
| Cesc Fàbregas     | Barcelona       | Mallorca            | 5–0      | 6 aprilie 2013     |
| Álvaro Negredo4   | Sevilla         | Valencia            | 4–3      | 1 iunie 2013       |

- 4 Player scored 4 goals
- 5 Player scored 5 goals

## Echipe după comunitatea autonomă
|   | Comunitate autonomă | Număr de echipe | Echipe                                                 |
| - | ------------------- | --------------- | ------------------------------------------------------ |
| 1 | Andalusia           | 4               | Betis, Granada, Málaga și Sevilla                      |
| 1 | Madrid              | 4               | Atlético Madrid, Getafe, Rayo Vallecano și Real Madrid |
| 3 | Basque Country      | 2               | Athletic Bilbao și Real Sociedad                       |
| 3 | Catalonia           | 2               | Barcelona și Espanyol                                  |
| 3 | Galicia             | 2               | Celta Vigo și Deportivo La Coruña                      |
| 3 | Valencian Community | 2               | Levante și Valencia                                    |
| 7 | Aragon              | 1               | Zaragoza                                               |
| 7 | Balearic Islands    | 1               | Mallorca                                               |
| 7 | Castile and León    | 1               | Valladolid                                             |
| 7 | Navarre             | 1               | Osasuna                                                |